# Сумираго
Сумира̀го (на италиански: Dicomano; на ломбардски: Arcoa, Сумираг) е градче и община в Северна Италия, провинция Варезе, регион Ломбардия. Разположено е на 392 m надморска височина. Населението на общината е 6094 души (към 2017 г.).